# Цейхгауз

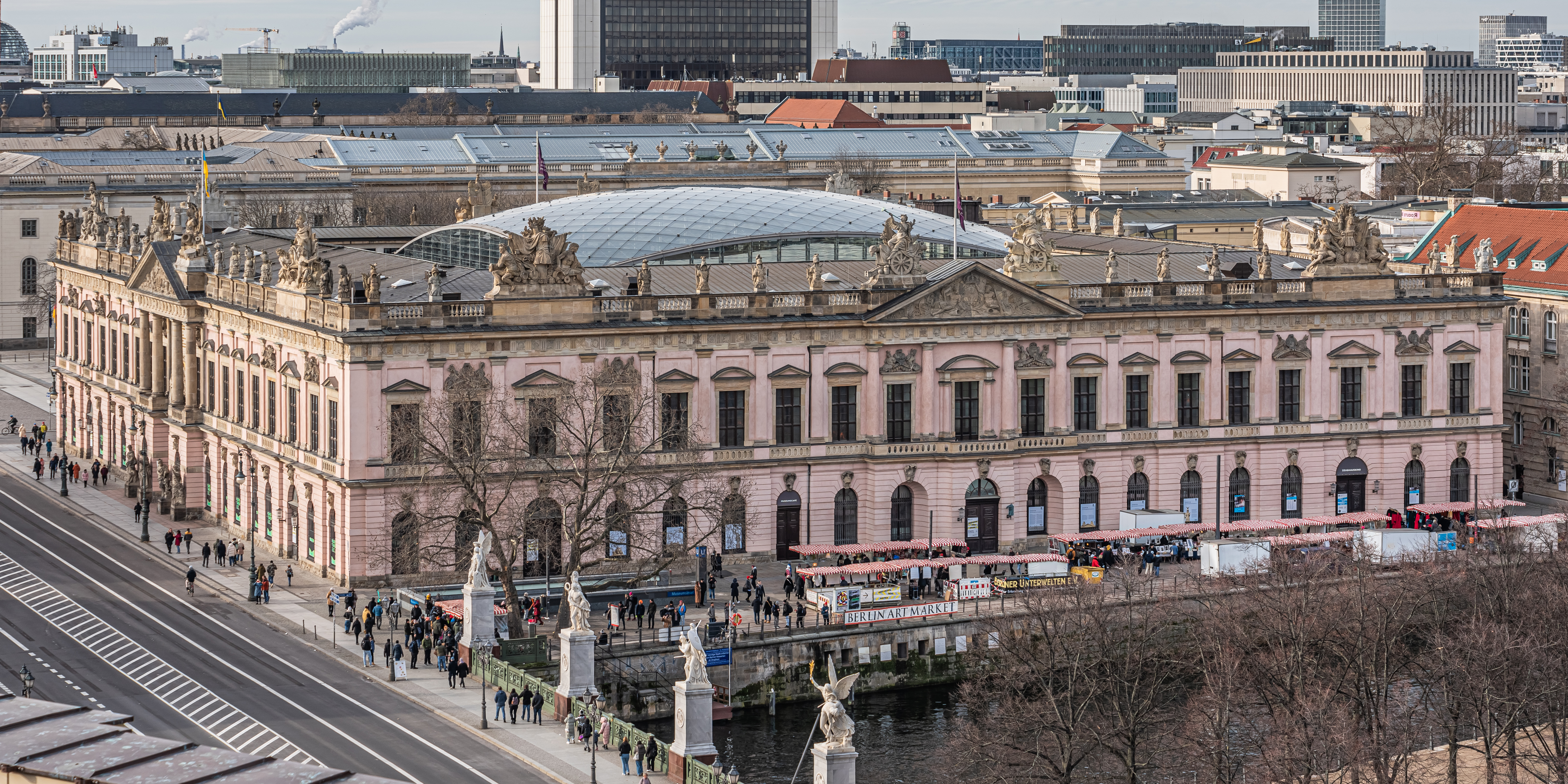
Цейхгауз в Берлине

Цейхга́уз, цейхауз (нем. Zeughaus — «дом материалов») или армерия (итал. armeria) — здание или помещение, где хранились запасы обмундирования, снаряжения, вооружения, провианта и тому подобное (для хранения военных запасов), военная кладовая для оружия или амуниции. 
Цейхгаузный смотритель — каптенармус — унтер-офицер, заведующий ротным, эскадронным или батарейным имуществом и провиантским (в кавалерии — также фуражным) довольствием в Русской гвардии и армии. Полковым, бригадным или батальонным цейхгаузом заведовал казначей — один из обер-офицеров данных формирований ВС России имперского периода, и избирался он командиром формирования. 
В цейхгаузе части Вооружённых сил Российской империи, до пополнения некомплекта людей, должна была храниться заручная амуниция — та, что остаётся за убылью или некомплектом людей (личного состава формирования), а заручное оружие должно было храниться в ротном, эскадронном или батарейном цейхгаузе. В современных Вооружённых силах России (ранее Союза ССР) данные помещения называются комнатами для хранения оружия. В городе Праяградж имелся цейхгауз с оружием для 30 000 человек.